# Disporella plumosa
Disporella plumosa är en mossdjursart som beskrevs av Winston och Hakansson 1986. Disporella plumosa ingår i släktet Disporella och familjen Lichenoporidae. Inga underarter finns listade i Catalogue of Life.